# Caio Tácito Sá Viana Pereira de Vasconcelos
Caio Tácito Sá Viana Pereira de Vasconcelos (Rio de Janeiro, 10 de setembro de 1917 – Rio de Janeiro, 20 de dezembro de 2005) foi um advogado brasileiro.
Nomeado subchefe do Gabinete Civil do presidente Juscelino Kubitschek (1956-1961), cargo que ocuparia até 1959, nessa condição substituiu Antônio Gonçalves de Oliveira como consultor-geral da República em junho de 1957, deixando em agosto seguinte a função, mais tarde assumida por Victor Nunes Leal.
Na Universidade do Estado do Rio de Janeiro - UERJ foi Professor Catedrático de Direito Administrativo, Professor titular de Teoria Geral do Processo e Direito Processual Civil, organizador e primeiro Diretor do CEPED, Diretor da Faculdade de Direito, de 1967 a 1970, Diretor do Centro de Ciências Sociais, Sub-Reitor, Vice-Reitor e depois Reitor.